# Hang Býčí skála

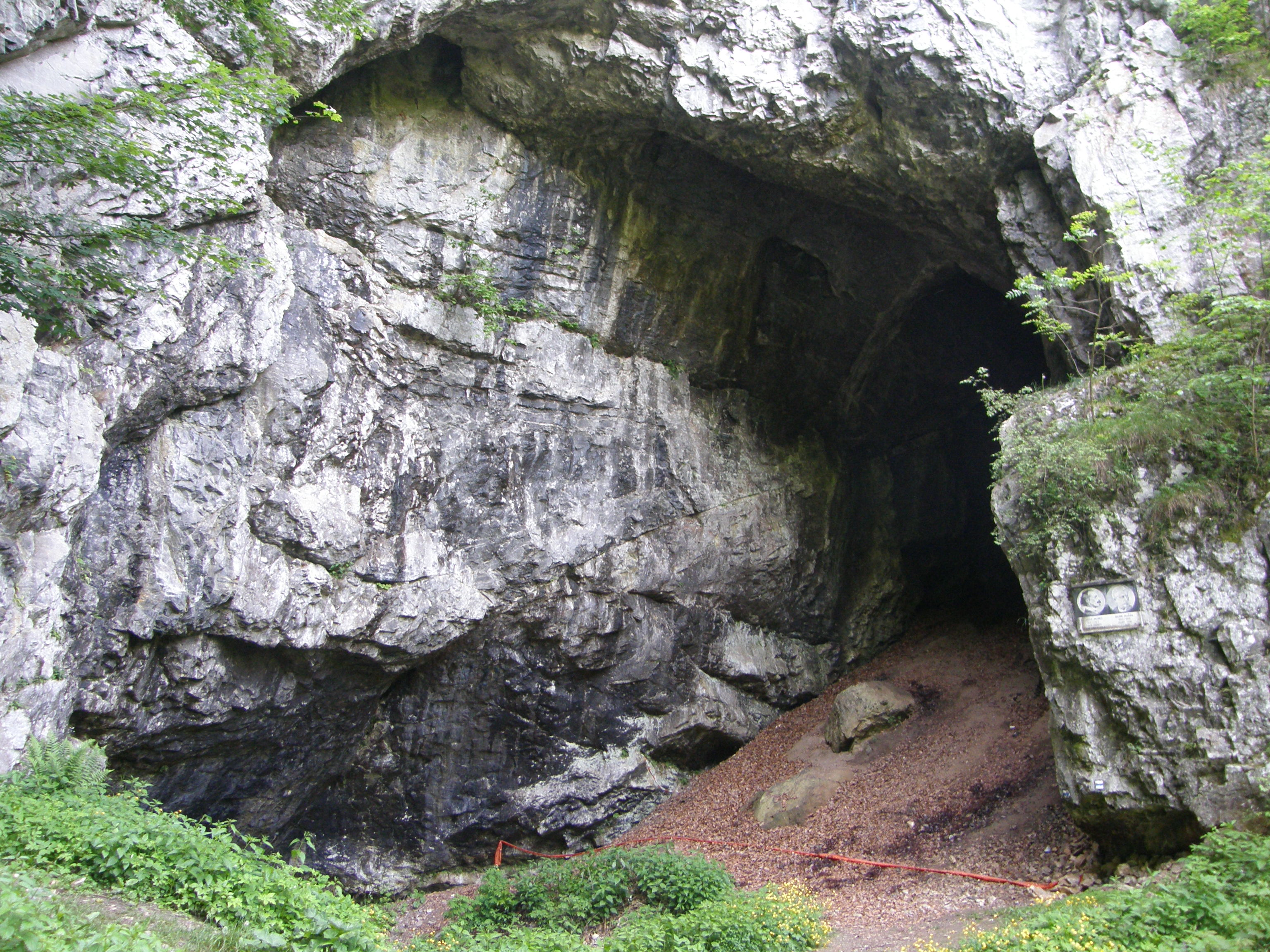
Cửa hang

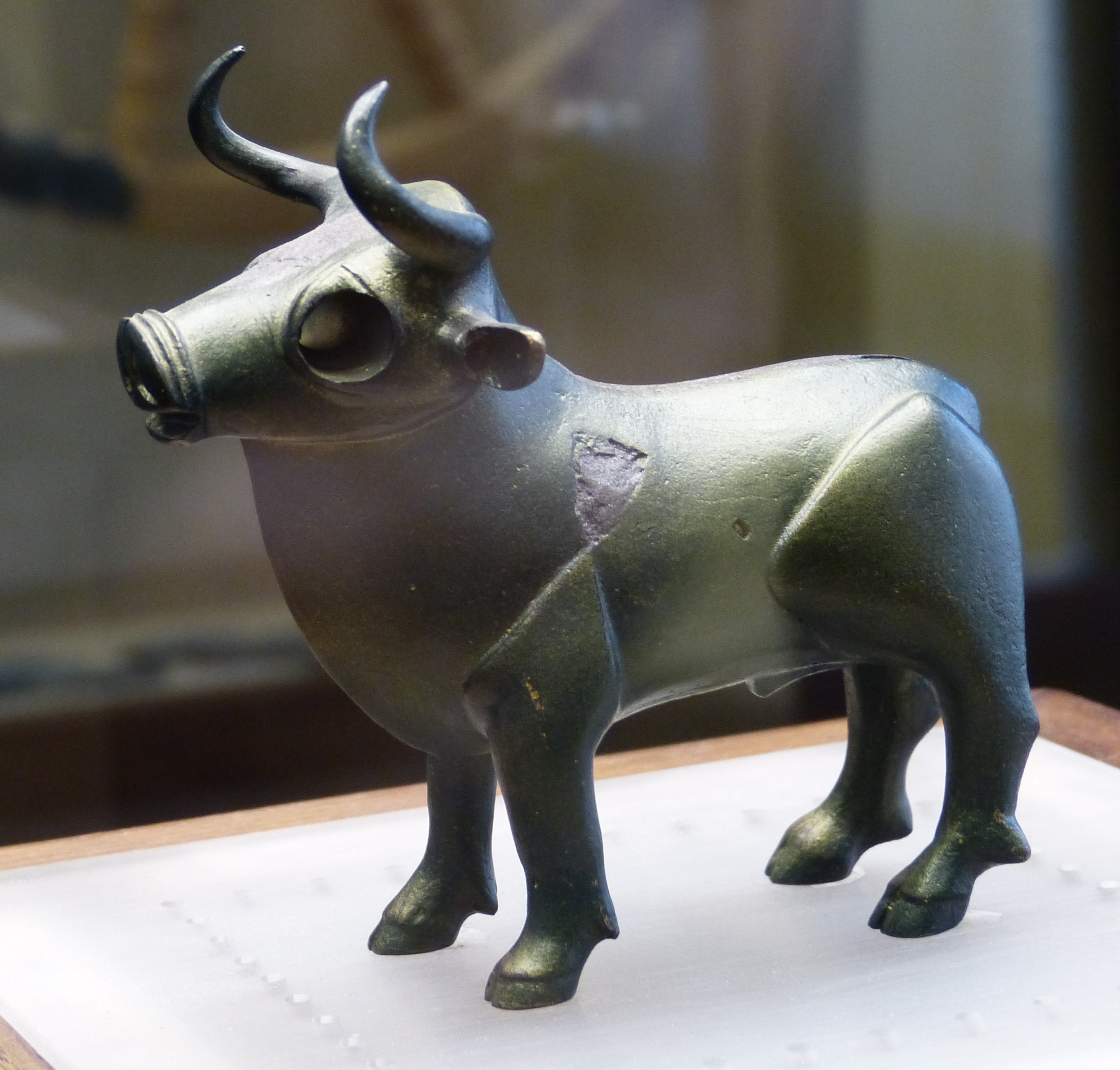
Bức tượng đồng nổi tiếng của nền văn hóa Hallstatt

Hang Býčí skála (tiếng Séc là Býčí skála, tiếng Đức là Stierfelsen, tiếng Anh là Hang Bull Rock) là một phần của hệ thống hang động dài thứ hai ở Morava, Cộng hòa Séc. Với một lối vào, hang động chỉ mở cửa rộng rãi cho khách du lịch vào một số dịp đặc biệt. Theo thời gian, lâu đài trở nên nổi tiếng với những khám phá khảo cổ học.
Hang động nằm ở trung tâm của khu vực địa hình Các-xơ Moravian, trong Thung lũng Josefovské (Josefovské údolí) giữa thị trấn Adamov và làng Křtiny. Cùng với những hang động thuộc Rudické propadání, Býčí skála tạo thành hệ thống hang động có chiều dài hơn 13 km, dài thứ hai trong cả nước và xếp ngay sau hang Amatérská.

## Lịch sử
Lối vào hang động biết đến thông qua những người bản địa và xuất hiện trong những ghi chép vào năm 1669. Hang động từng có hai quốc vương Châu Âu ghé thăm, đầu tiên là Hoàng đế La Mã Thánh chế Francis II vào 7 tháng 9 năm 1804, tiếp theo đó là Alois I, Hoàng tử của Liechtenstein. Trong thời gian 1867-1873, nhà khảo cổ Jindřich Wankel tìm ra phần hang động có tên Předsíně đồng thời phát hiện một khu vực có dấu vết của thời đồ đá cũ từ khoảng 100.000 - 10.000 trước Công nguyên. Bằng chứng khảo cổ quan trọng trong giai đoạn này là một con bò bằng đồng và cũng từ đó (năm 1872) người ta tiến hành khai quật địa điểm văn hóa Hallstatt. Từ cuộc khai quật, các nhà khảo cổ tìm ra những sản phẩm động vật và vật liệu, cây trồng, hàng dệt may, bình gốm và kim loại tấm, đồ trang sức, thủy tinh và hạt hổ phách.
Theo Wankel, qua các cuộc khai quật phát hiện ra bộ xương của một người đàn ông và bốn mươi người phụ nữ, trong số đó một số phụ nữ bị chặt đầu, một số khác bị mất chân hoặc tay. Cạnh đó, một "bàn thờ" nhỏ là nơi đặt hộp sọ cùng với hai bàn tay cắt rời. Wankel đưa ra nhiều giải thích khác nhau cho phát hiện này như đây là mộ của một quý tộc, an táng cùng những người phụ nữ của ông ta theo nghi thức cổ xưa. Một số khác cho rằng những bộ hài cốt là kết quả của một vụ nổ trong chiến tranh. Sau này, các nghiên cứu xác định chính xác có mười bảy bộ xương là nam giới với độ tuổi dao động từ trẻ em đến người lớn 50–60 tuổi.
Năm 1920, khi nước được bơm ra một phần khỏi hang động, người ta phát hiện ra một hang động khác có tên "Nová býčí skála" (Hang Đá Bò Mới), nơi đổ vào của con suối Jedovnický (Jedovnický potok). Trong Chiến tranh thế giới thứ hai, Quân đội Đức quốc xã làm cho lối vào hang động hư hại nặng nề và đến khi chiến tranh kết thúc một số hang động khác mới dần xuất hiện (Sobolova (Barová), Májová, Prolomená và Proplavaná).
Năm 1992, việc thăm dò suối đã hoàn thành.
Trong hang có một bức tranh về thời kỳ đồ đá mới  kích thước 30x40 cm, tô điểm bằng than trên các vách đá của hang động. Theo phương pháp đinh tuổi bằng đồng vị phóng xạ carbon C14 người ta xác định niên đại của bức tranh ước chừng 5.200 năm tuổi cùng với các hoa văn tương tự như trang trí trên một số bình gốm.

## Liên kết ngoài

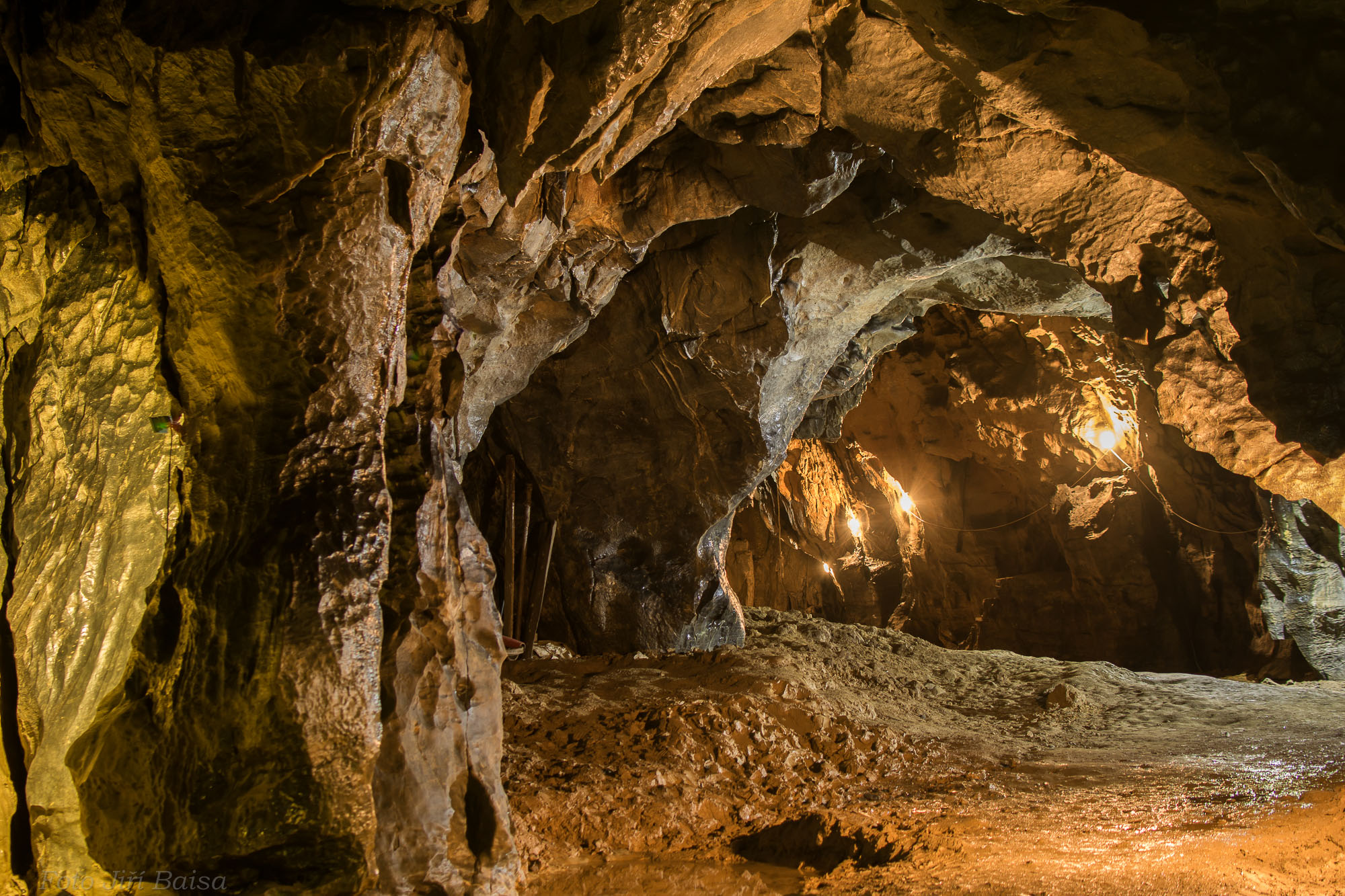
Hang Býčí skála, nội thất
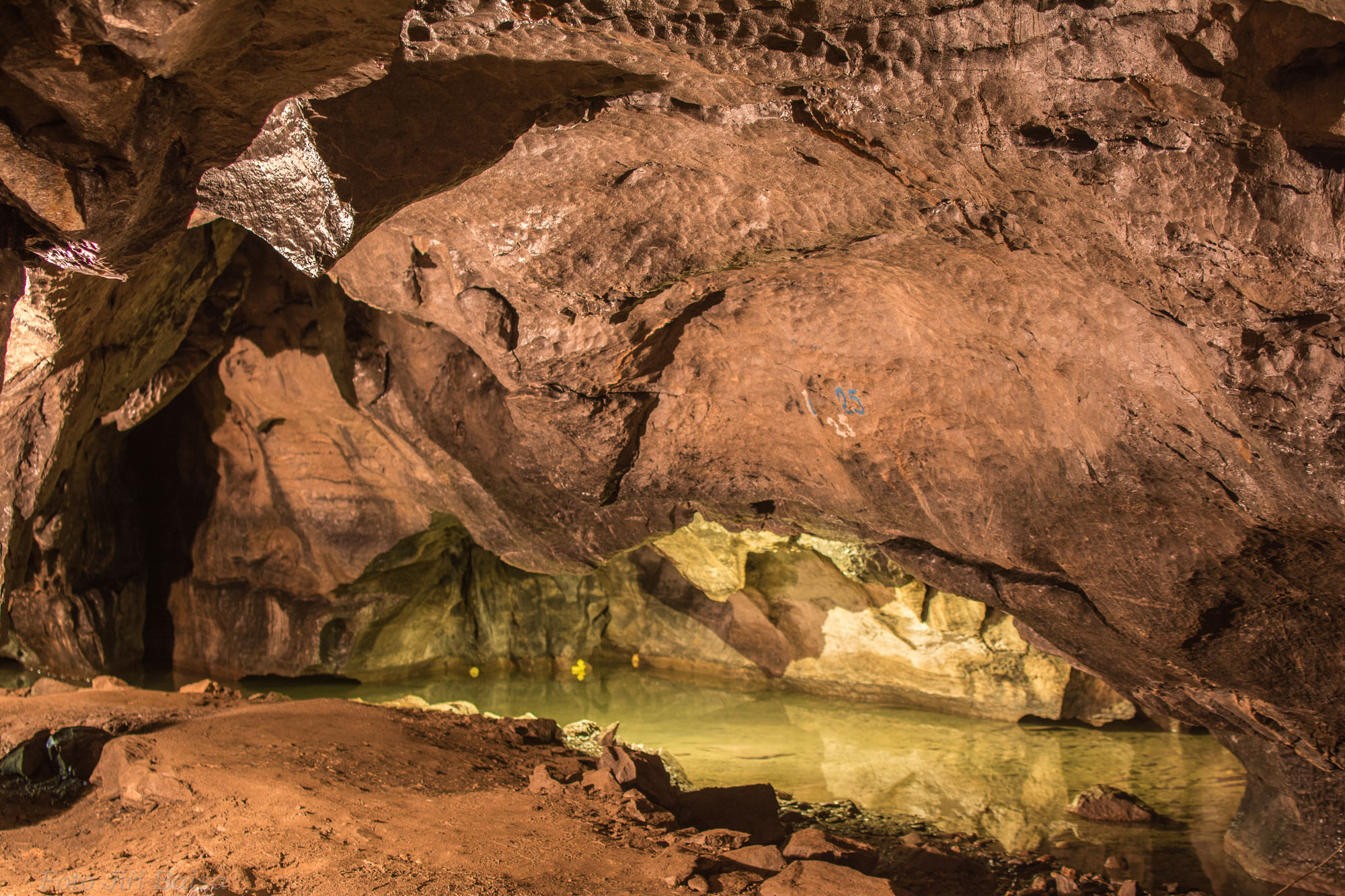
Hang Býčí skála, nội thất
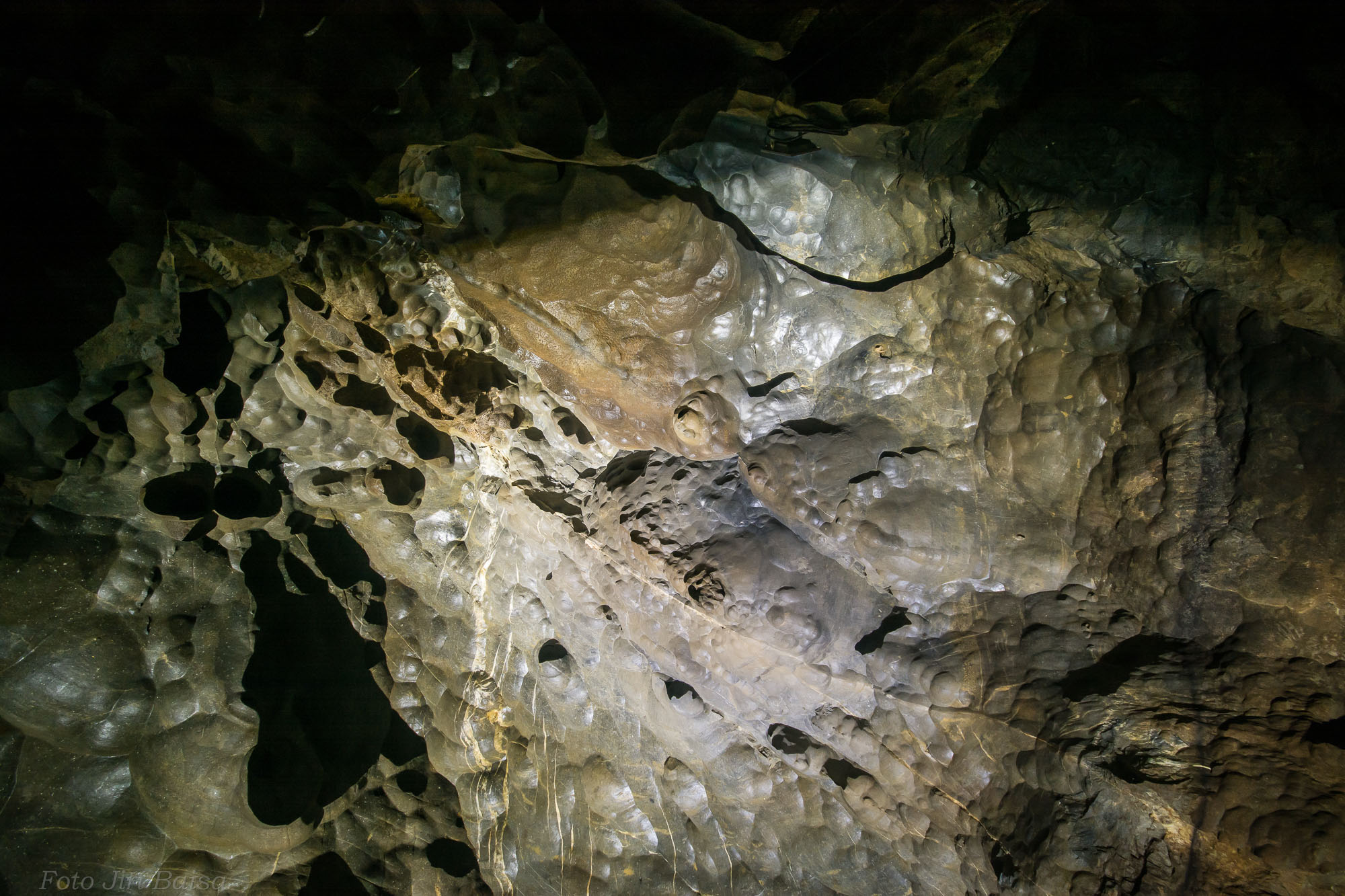
Hang Býčí skála, nội thất
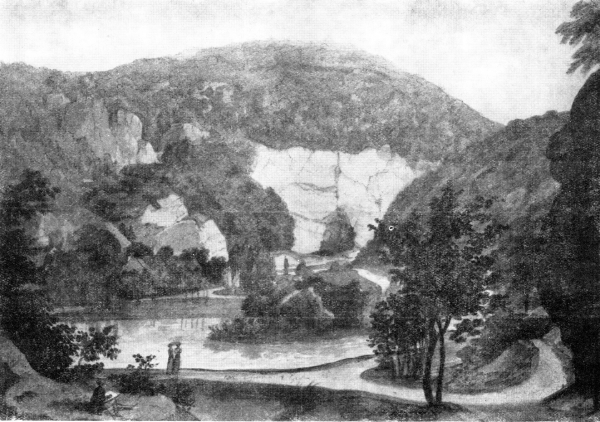
Bản vẽ Býčí skála của Richter 19. C.
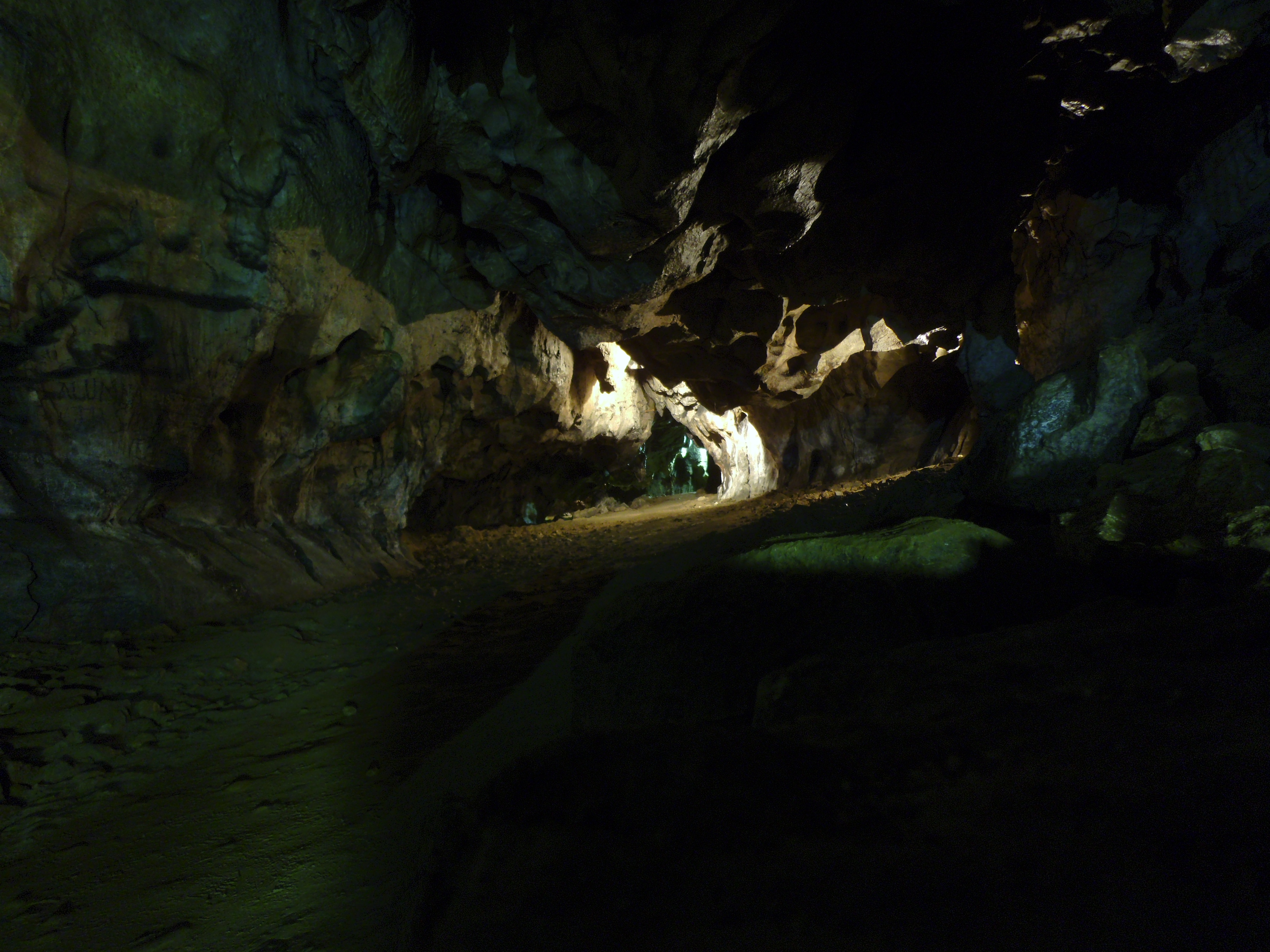
Hang Býčí skála, nội thất